# Los Caballeros del Zodiaco: Batalla por el Santuario
Saint Seiya - Los Caballeros del Zodiaco: Batalla por el Santuario, conocido como Saint Seiya: Sanctuary Battle en inglés y como Saint Seiya Senki (聖闘士星矢戦記 Seinto Seiya Senki?, lit. "Santo Seiya: Crónicas de Guerra") en Japón, es un videojuego de lucha para la PlayStation 3, basado en el universo de la serie de manga y anime Saint Seiya, obra de Masami Kurumada. El videojuego se desarrolla en el Santuario con diferentes misiones hasta la pelea final en la cámara del patriarca.
El juego fue lanzado el 23 de noviembre de 2011 en Japón, seguido de un lanzamiento en Europa el 16 de marzo de 2012. El juego también fue lanzado el 16 de mayo de 2012 en Argentina, México y Brasil.

## Sinopsis
La obra narra la batalla del santuario y el cruce de los caballeros de bronce en las 12 casas del zodiaco. El caballero de Pegaso, Seiya debe pasar por el santuario con sus compañeros, Shiryu, Hyoga, Shun e Ikki para rescatar a la reencarnación de la diosa Athena Saori Kido cuyo pecho fue atravesado por una flecha de oro. Para ello tendrá que enfrentarse a los guerreros más formidables del Santuario: los Caballeros Dorados.

## Jugabilidad
- Modo Historia: Los caballeros de bronce deben pasar por las Doce Casas para salvar a la señorita Saori. Al final del primer juego se puede desbloquear un nivel de Aioros de Sagitario como protagonista, narrando su huida del templo, a muchas otras características especiales.
- Modo Misión: Recoger "misiones" no se encuentra dentro de la serie original, está dividido en seis niveles de dificultad para el jugador individual (para un total de treinta misiones).
- Multijugador: Te permite jugar en cooperativo con dos personajes jugables.
- DLC: Caracteres extra de forma gratuita y por un suplemento, además de los principales, incluso con las misiones personalizadas.
- Modos de juego desbloqueables: varios modos de juego adicionales, para desbloquear durante el juego.

## Personajes

### Caballeros de Bronce
- Seiya de Pegaso
- Shiryū de Dragón
- Hyōga de Cisne
- Shun de Andrómeda
- Ikki de Fénix

### Caballeros de Oro
- Mu de Aries
- Aldebarán de Tauro
- Kanon de géminis
- Saga de Géminis
- Death Mask de Cáncer
- Aioria de Leo
- Shaka de Virgo
- Dohko de Libra
- Milo de Escorpio
- Aioros de Sagitario
- Shura de Capricornio
- Camus de Acuario
- Afrodita de Piscis

### Caballeros de Plata
- Marin de Águila
- Shaina de Ofiuco

### Personajes adicionales mediante DLC
Nota: Los siguientes DLC son gratuitos.
- Seiya de Sagitario, que está disponible para todos los que han llevado a cabo la pre-order.
- Seiya con la primera armadura dorada, disponible en una edición especial que ha incluido el Myth Cloth del personaje.
- Dohko de Libra.
- Modo Misión - modo "Survival", la supervivencia del modo Misión.

Nota: Los siguientes DLC son de pago.
- Los cinco protagonistas con la segunda armadura.
- Jabu de Unicornio.
- Sorrento de Sirena.
- Kanon de Géminis.
- Radamanthys de Wyvern.
- Seiya con la armadura de Odín.

## Otros personajes (no jugables)
- Saori Kido
- Los soldados de diversa índole que también están equipados con diferentes tipos de armas.
- Cassios
- Misty de Lagarto
- Caballeros Negro
  - Pegaso Negro
  - Dragón Negro
  - Andrómeda Negro
  - Cisne Negro
  - Fénix Negro
  - Águila Negra
  - Ofiuco Negra
  - Dos Lagartos Negros